# Пожарки (Волынская область)
По́жарки (укр. Пожарки) — село в Рожищенской городской общине Луцкого района Волынской области Украины.
До 2020 года входило в Рожищенский район.
Код КОАТУУ — 0724585201. Население по переписи 2001 года составляет 709 человек. Почтовый индекс — 45140. Телефонный код — 3368. Занимает площадь 1,75 км².